# Trinity County (Texas)
Trinity County je okres ve státě Texas v USA. K roku 2010 zde žilo 14 585 obyvatel. Správním městem okresu je Groveton. Celková rozloha okresu činí 1 849 km².